# 나루토의 술법 목록
다음은 만화 《나루토》에 나오는 술법 목록이다.

## 술법의 분류
나루토에서 등장하는 술법은 인술, 체술, 환술의 3가지로 구성되어 있다. (혈계한계)
인술은 경락계에 흐르는 차크라를 짜내 바람, 물, 불, 번개, 흙 중 하나의 속성으로 바꿔 공격하는 원거리 타입의 술법이다. 술법의 규모가 커질수록 소모되는 차크라의 양도 늘어난다.
체술은 육탄전인 강권과 휴우가 일족의 특기인 유권으로 나뉜다.
강권은 록 리와 마이트 가이의 주특기이며 근접해야 효력이 있어 여러모로 불편한 점이 많지만 강력하다.
유권은 검지와 중지사이에 눈에 보이지 않는 차크라 침을 만들어내 경락계를 공격해서 차크라의 흐름을 원활하게 하거나 방해할 수 있다. 효력은 몇시간 정도 지속된다. 경락계를 꿰뚫어 볼 수 있는 백안을 가진 휴우가 일족이 아니면 불가능한 체술이다.
환술은 차크라를 이용한 일종의 최면술이다.
그 외에 도구를 이용한 술법과 특정한 혈족만이 쓸 수 있는 동술 등이 있다.

## 인술의 우열 관계
인술은 불속성, 바람속성, 번개속성, 흙속성, 물속성이 있다. 각각의 속성은 우열 관계가 존재한다.
풍둔<화둔<수둔
화둔<수둔<토둔
수둔<토둔<뇌둔
토둔<뇌둔<풍둔
뇌둔<풍둔<화둔

## 인술
인술은 12간지를 토대로 한 인을 맺으면 발동된다. 인은 특이한 손동작이 있으며 인이 많은 술법 일수록 위력이 더욱 강력하다고 한다. 하지만 화둔계열 초상위 술법인 호화멸각의 인은 하나이고, 카카시의 오리지널 인술이자 뇌둔의 형태변화의 극의인 뇌절의 인이 축-묘-신의 3개로, 꼭 인의 수가 많아야만 강한 술법은 아니다.
인은 자(쥐), 축(소), 인(호랑이), 묘(토끼), 진(용), 사(뱀), 오(말), 미(양), 신(원숭이), 유(닭), 술(개), 해(돼지) 12가지가 있으며 각 술법에 정해진 인을 맺으면 발동된다. 숙련된 닌자는 단지 해당 술법 인의 마지막 동작만을 하는데 사륜안으로 보면 엄청나게 빠른 속도로 인을 맺었음을 알 수 있다.

### 화둔술
화둔 봉선화의 술
인 맺는 순서: 자-인-술-축-묘-인
술자: 우치하 일족
우치하 일족의 3대 화둔술 중 하나로, 수십개의 불꽃을 전방에 방출한다. 그 모양이 봉선화 꽃잎과 같다 하여 붙여진 이름이다. 수십개의 불꽃 하나하나를 차크라로 초정밀 컨트롤한다.
화둔 용화의 술
인 맺는 순서: 사-진-묘-인
술자: 우치하 일족
우치하 일족의 3대 화둔술 중 하나로 맹렬히 질주하는 모습이 용과 같다하여 용화의 술이라 이름 붙었다.
화둔 호화구의 술
인 맺는 순서: 사-미-신-해-오-인
술자: 우치하 일족
우치하 일족의 3대 화둔술 중 하나로, 우치하 일족이 가장 먼저 배우는 술법이며 사스케가 최초로 익힌 화둔술이다. 발동시 거대한 화염이 공모양으로 방출되며 지면에 엄청난 크기의 분화구를 팔 정도로 강력하다. 화염의 구체만 따로 발사할 수 있는 술법이다.
화둔 안개 유폭의 술
인 맺는 순서: 사-미-신-인
술자: 후우마 카게로
불 대신 기름 안개를 내뿜어 공격 기름 안개가 작은 불에라도 닿는 즉시 불의 강이 형성되어 상대를 공격한다.
 화둔 가마유염탄
술자: 지라이야+가마분타
가마분타가 내뿜는 기름에 불을 퍼부어 어마어마한 화력으로 증폭시킨다.
화둔 호룡화의 술
술자: 우치하 사스케
입에서 발사된 3갈래의 불덩이가 용의 형상을 갖추고 적을 공격한다. 용이 승천 하는 것처럼 하늘 높이 치솟는다.
화둔 호화멸각
인 맺는 순서: 오
술자: 우치하 마다라, 우치하 이즈나
화둔 계열 초상위 술법이며 화둔 호화구의 술의 진화 버전이다. 불길이 뿜어지는 넓이가 엄청나게 넓으며 4차 닌계대전 당시 마다라가 사용한 호화멸각은 연합군 수둔술사들이 스물 이상 달라붙어 수진벽을 쳐서야 겨우 상쇄가 되었을 정도로 강력하다.
화둔 호화멸실
술자: 우치하 마다라, 우치하 이즈나
화둔 계열 초상위 술법이며 우치하 마다라는 완전체 스사노오 상태에서 사용했다.
화둔 용염방가
술자: 우치하 마다라
화둔 계열 초상위 술법으로 불덩이들을 날린다.
화둔 폭풍난무
술자: 우치하 오비토
카무이로 공간을 뒤틀어 화둔을 돌려서 공격하는 술법이다.
화둔 화룡탄
술자: 사루토비 히루젠
화둔 화룡염탄
술자: 사루토비 히루젠, 지라이야
화둔 호염의 술
술자: 사루토비 일족
화둔 두각고
술자: 카쿠즈
불의 심장에서 순간적으로 엄청난 불길이 일어난다.
화둔 회적소
술자: 사루토비 아스마, 사루토비 코노하마루
입 안에 차크라화한 화약가루를 먼저 내뿜은 뒤 불길을 내뿜어 폭발시키는 술법으로 바람의 영향을 받기 때문에 바람의 방향과 자신이 쓰고자 하는 쪽에 아군의 유무를 확인하고 써야하는 상당히 까다로운 인술이다.

### 수둔술
수둔 안개은신술
술자: 모모치 자부자
안개 속에 몸을 감추고 은밀하게 접근한다.
수둔 물분신의 술
술자: 모모치 자부자, 호시가키 키사메
물로 분신을 만든다.
수둔 물감옥의 술
술자: 모모치 자부자, 호즈키 스이게츠
물로 만든 구체 속에 적을 가둬 버린다. 탈출하기 매우 힘든 절대적인 결계이다. 물감옥을 유지하기 위해선 술자가 계속 물구체에 손을 대고 있어야 된다.
수둔 수룡탄의 술
인 맺는 순서: 축-신-묘-자-해-유-축-오-유-자-인-술-인-사-축-미-사-해-미-사-인-신-유-진-유-축-오-미-인-사-자-신-묘-해-진-미-자-축-신-유-인-자-해-유
술자: 모모치 자부자, 센쥬 토비라마
카카시가 사륜안을 써서 카피와 동시에 자부자가 함께 발동했던 인술이다. 인이 44개나 있어서 발동하기까지 상당한 시간이 소요된다. 인이 많은 만큼 차크라를 다량 소모 하는데다가 두개의 수룡탄이 부딪치면 엄청난 규모의 해일이 발생한다.
수둔 폭수충파
술자: 호시가키 키사메
입에서 어마어마한 양의 물을 내뱉고 그 물이 술자의 주변을 회전한다.
수둔 수교탄의 술
술자: 호시가키 키사메
수둔 오식교의 술
술자: 호시가키 키사메
내뿜은 물을 다섯마리의 상어로 변화시켜 적을 물어뜯는다.
수둔 대폭포의 술
술자: 모모치 자부자
수둔 대포알
술자: 가마분타
입에서 차크라를 탄환 모양으로 만들어 쏘는 술법이다. 술자의 크기가 클수록 위력이 강해진다.
수둔 파분류
술자: 야마토
수둔 용소의 술
술자: 야마토
수둔 수란파의 술
술자: 야히코
수둔 포말난파의 술
술자: 페인 축생도의 소환견
수둔 수경의 술
술자: 야구라
수둔 수진주
술자: 테루미 메이
수둔 수충파
술자: 센쥬 토비라마
수둔 대폭수충파
술자: 호시가키 키사메
수둔 폭수충파의 상위기이다.
수둔 수진벽
술자: 하타케 카카시, 센쥬 토비라마, 마루보시 코스케, 안개마을의 닌자들

### 풍둔술
풍둔 나선 수리검
술자: 우즈마키 나루토 , 하루토 레이
엄청난 굉음과 함께 술자 주변으로 돌풍을 일으킨다. 초창기엔 나선환처럼 술자가 직접 돌진해서 공격하는 형태였다. 엄청난 크기의 구체가 형성되고 그 속에서 바람의 차크라를 형태변화한 작은 크기의 칼에 의해 세포 단위로 공격 받는다. 바람의 차크라를 형태변화한 칼로 체내의 경략계를 끊어버리는 엄청난 술법이다. 위력이 큰 만큼 술자에게도 많은 부담을 준다.
초미니 나선 수리검
술자: 우즈마키 나루토
작은 나선 수리검을 만들어서 날린다. 위력은 나선 수리검보단 약하지만 절삭력이 강화되었다.
풍둔 바람의 칼
인 맺는 순서: 인-묘-술-미-진
술자: 나뭇잎 암부
눈에 보이지 않는 바람의 칼날이 상대를 배어버린다.
풍둔 대돌파
술자: 오로치마루, 상인마을 닌자들
풍둔 압해
술자: 카쿠즈
바람의 심장에서 강력한 바람을 분출한다.
풍둔 진공파
술자: 시무라 단조
입에서 날카로운 바람을 주변 적에게 쏜다.
풍둔 진공옥
술자: 시무라 단조
입에서 바람으로 된 구슬을 쏜다.
풍둔 진공대옥
술자: 시무라 단조
입에서 바람으로 된 거대 구슬을 쏜다.

### 뇌둔술
치도리, 뇌절
인 맺는 순서: 축-묘-신
술자: 하타케 카카시, 우치하 사스케
카카시의 오리지널 인술로, 차크라를 손에 집중시켜 번개 모양으로 만들어 공격한다. 심장에 맞으면 바로 즉사한다. 발동시 효과음이 천마리의 새가 우는것 같아서 치도리(千鳥)라는 이름이 붙었다. 후에 카카시는 뇌절로 이름을 바꾼다.
뇌둔 그림자 분신술
술자: 하타케 카카시
그림자 분신과 치도리를 합친 술법이다. 그림자 분신은 사라질때 펑 소리와 함께 연기가 피어오르지만 뇌둔 그림자 분신은 사라질 때 번개가 방출되면서 상대를 감전시킨다. 단점은 하나만 만들어도 적은 차크라 양 때문에 차크라를 반 이상 써버린다.
치도리 검 일섬
술자: 우치하 사스케
몸 주변에 치도리를 발생시켜 공격을 튕겨내거나 육탄전 중 사용해 적을 공격할 수도 있다.
치도리 진창
술자: 우치하 사스케
치도리를 창 모양으로 바꿔 공격한다. 원거리, 근거리 적을 모두 공격할 수 있고 적을 찌른 상태에서 여러 갈래로 뻗어 나오게 할 수도 있다. 사거리는 최대 5m이다.
치도리 천본
술자: 우치하 사스케
수많은 치도리를 공중으로 날려 공격한다.
천조류
술자: 우치하 사스케
사스케의 주무기인 쿠사나기 검에 치도리를 흘려 예리함을 증폭 시키는 술법이다.
뇌둔 기린
술자: 우치하 사스케
화둔 호룡화의 술을 하늘에 발사해 적란운를 적에게 인도한다. 술사의 차크라가 아닌 방대한 자연의 차크라로 발동되며 벼락이 떨어지는 속도는 소리의 속도의 1000배, 빛의 속도로 떨어져 피하지 못하는 공격기다.
뇌둔 뇌갑
술자: 라이카게
뇌둔의 차크라를 몸에 둘러 번개의 갑옷을 만들어낸다.

### 토둔술
토둔 토둔장벽
토둔 지동핵
토둔 뒤집기

### 목둔술
초대 호카게 센쥬 하시라마의 오리지널 술법으로 나무를 생명체로 만드는 인술이다. 이 술법을 사용할 수 있는 사람은 우치하 마다라와 야마토 뿐이다.
목둔 수계강탄
술자: 센쥬 하시라마, 우치하 마다라
거대한 나무가 치솟으며 나무 줄기들이 해일처럼 밀려든다.
목둔 화수계강림
술자: 센쥬 하시라마, 우치하 마다라
거대한 꽃을 수 송이 피워낸다. 피워낸 꽃의 냄새를 맡게 되면 몸이 마비된다.
목둔 호테이의 술
술자: 센쥬 하시라마
도깨비 모양의 방패를 소환한다.
목둔 목인의 술
술자: 센쥬 하시라마
나무로 된 거대한 목인을 소환한다.
목둔 목룡의술
술자: 센쥬 하시라마, 우치하 마다라
목둔으로 만들어진 거대한 용을 소환한다.
목둔 주박영창
술자: 센쥬 하시라마
목둔으로 된 감옥을 불러내어 적을 가둔다.
목둔 목두주박
술자: 센쥬 하시라마
나무 밑으로 뿌리를 불러내어 적의 움직임을 묶는다.
목둔 분신술
술자: 목둔 사용자
그림자 분신술의 목둔 버전이다. 부처자식을 소환해 공격한다.

### 주인술
'오로치마루의 주인'
살인충동에 시달리며 살인충동이 정신을 지배하면 괴물이 되는 쥬고를 이용해 만든 주인이다. 카린의 설명에 따르면 살인충동 상태가 된 쥬고의 체액을 뽑아 다른 닌자들에게도 같은 상태가 되게 하는 효소를 만들어냈다 한다. 종류는 하늘의 주인과 땅의 주인이 있다.
상태 1
닌자별로 독특한 문양으로 주인이 몸에 퍼지고 엄청난 힘을 가지게 된다. 특수 환약과 특수 봉인술을 이용해 상태2 각성 의식을 치르면 상태2가 될 수 있다.
상태2
주인이 몸을 완전히 덮어 피부색이 바뀐다. 땅의 주인의 경우 약간 짙은 갈색, 하늘의 주인일 경우 회색이 되며 괴물화가 된다. 이 상태가 되면 차크라의 양이 폭발적으로 증가하지만 오랜 시간 주인을 해방하면 주인이 몸을 침식해 들어간다.
'휴우가 일족의 주인'
휴우가 일족은 종가와 분가로 나뉘는데, 분가 사람들은 4세가 되면 휴우가의 주인을 새긴다. 반란을 일으킬 경우 종가 사람들이 술법으로 주인을 발동해 엄청난 고통을 주거나 뇌신경을 파괴할 수 있고, 죽일수도 있다. 종가 사람들이 사망 시 주인이 사라지며 백안 역시 봉인당한다.
'암부의 주인'
단조가 암부 닌자들에게 건 주인이다. 혀에 새겨져 있으며 단조에 대해 말하려고 하면 전신이 마비된다. 술자가 사망하면 주인이 해제된다. (사이의 경우)

### 분신술
분신술
인 맺는 순서: 미-사-인
단순히 숫자를 늘려 양동용으로 쓰는 술법으로, 초보적인 인술이자 닌자학교에서 먼저 배우는 술법이다.
그림자 분신술
인 맺는 순서: 크로스
보통 분신과 달리 분신에게 차크라를 주는 술법이다. 분신을 많이 만들수록 소비하는 차크라 양도 많아진다. 뇌둔 그림자 분신술, 토둔 그림자 분신술 등으로 파생된 술법이다.
다중 그림자 분신술
인 맺는 순서: 크로스
그림자 분신을 많이 만드는 술법이다. 술법 발동시 차크라 소모가 상당히 크기에 금술로 지정되어있다.
모래 분신
술자의 모습을 본뜬 모래 꼭두각시를 만든다. 모래가 술자의 모습으로 완전히 변하는 것이 아닌 술자 모양의 모래이다. 분신체를 유사로 변하게 해 적의 몸을 감싸거나, 원거리 공격 등 공격적인 면에 응용성이 높아서 미끼나 양동 목적으로 쓰는 다른 분신과는 차이가 많다.

### 소환술
소환술
인 맺는 순서: 해-술-유-신-미
지능이 있는 닌자 동물과 피로 계약을 맺어 소환한다. 인물별로 소환하는 닌자 동물은 정해져 있다.
예토전생
금지된 술법으로 고안자는 2대 호카게, 완성자는 오로치마루다. 정토(명계-저승)의 영혼을 예토(현실)로 불러내는 소환술로, 영혼이 덧씌워질 산 사람과 죽은 자의 DNA가 필요하다. 영혼이 정토에 없는 자는 소환이 불가능하다.

### 봉인술
팔괘봉인
술자: 나미카제 미나토
나루토에게 구미의 차크라를 봉인할 때 쓴 봉인술이다. 필요하다면 구미의 차크라를 끌어낼 수 있게끔 해두었다.
사상봉인
술자: 나미카제 미나토
나루토에게 구미의 차크라를 봉인할 때 쓴 봉인술이다.
자물봉 봉인
킬러 비에게 팔미를 봉인할 때 쓴 봉인술이다.
오행봉인
술자: 오로치마루
5대 성질의 한자가 보라색 불꽃과 함께 나타나며 상대의 몸에 손가락을 대서 봉인한다.
오행해인
술자: 지라이야
5대 성질의 한자가 푸른 불꽃과 함께 나타나며 상대의 몸에 손가락을 대서 해인한다.
시귀봉진
인 맺는 순서: 사-해-미-묘-술-자-유-오-사
술자: 나미카제 미나토, 사루토비 히루젠
사신을 불러내어 봉인을 행한다. 사신이 팔에 괴문양을 차크라로 형상화된 술자의 몸에 손을 넣으면 실제 술자의 몸에서 손이 나온다. 봉인이 끝나면 그 대가로 술자의 목숨을 바쳐야 되는 위험한 술법이며, 시귀봉진의 대상이 된 자와 그 술자는 예토전생이 통하지 않으나 우즈마키 사당에 있는 사신가면을 사용하면 시귀봉진을 파훼할 수 있다.
이사상봉인술
술자: 시무라 단조
몸에 특수한 문양이 나타난다. 이후 잉크 같은 것이 사방으로 튀며 몸에 나타난 문양이 주변 공역으로 나타나고, 엄청난 크키의 구체가 발생된다. 자신의 사체에 봉인하여 같이 사망하는 길동무 봉인술이다.
외도 지폭천성
술자: 오오츠츠키 하고로모(육도선인), 페인 천도, 우치하 마다라, 우치하 사스케
주변의 암석들을 끌어모아 거대한 구체를 만든다.

## 동술
눈의 힘을 사용하여 공격하는 술법이다. 대표적인 동술은 사륜안, 백안, 윤회안이 있다. 사륜안과 백안은 일족의 피를 이어받으면 그 일족의 동술을 사용할 수 있다. 보통은 센쥬의 힘과 우치하의 힘이 합쳐지면 윤회안이 개안된다고 알고 있지만 육도선인의 차크라인 인드라와 아수라의 차크라가 있어야 윤회안을 개안할 수 있다.

### 사륜안
환술
술자: 우치하 일족
상대를 환영세계에 가두어 자신이 원하는 대로 상대를 조종한다. 그 세계에서는 시간, 공간의 제한이 없지만 사스케의 경우는 시간 제한이 있다.
이자나기
술자: 시무라 단조, 우치하 오비토, 우치하 마다라
환상을 현실로 만드는 창조가 가능한 술법이다. 육도선인이 아홉 미수를 만들때 이나자기를 사용했다. 이자나기를 사용한 눈은 그 빛을 잃고 두 번 다시 눈을 뜨지 못한다.
이자나미
술자: 우치하 이타치
술자와 상대방의 감각으로 발동하는 술법이다. 술자와 상대방의 어느 한 순간을 기억한 다음, 그 기억들을 무한히 반복시키는 환술이다. 이 술법은 원래 이자나기 때문에 자만에 빠진 우치하 일족을 벌하기 위해 만든 술법이다. 현실을 인정하면 환술이 풀린다. 이자나기와 같이 사용하면 한 쪽 눈은 시력을 잃는다.
카무이
술자: 하타케 카카시, 우치하 오비토
물체를 이공간으로 날려버리는 술법이다. 방어하는 것은 불가능하며, 위치나 크기도 마음대로 조종할 수 있다.
츠쿠요미
술자: 우치하 이타치
상대를 츠쿠요미 안에 가둬 끔찍한 고통을 준다. 72시간동안 츠쿠요미 안에서의 모든 것은 술자가 마음대로 조종할 수 있다. 츠쿠요미 안에서의 시간과 현실에서의 시간은 큰 차이가 있다.
스사노오
술자: 우치하 사스케, 우치하 이타치, 우치하 마다라, 우치하 시스이, 하타케 카카시, 오오츠츠키 인드라, 오오츠츠키 하고로모
스사노오는 사람과 비슷하고 주인의 뜻대로 움직이고, 보호하며, 공격한다. 1단계, 2단계, 3단계, 완전체가 있다. 완전체 스사노오를 구현할 경우 구미와 합체할 수 있다.
아마테라스
술자: 우치하 사스케, 우치하 이타치
꺼지지 않는 검은색의 화염으로, 보는 시점의 주변을 모조리 태워버린다. 이 흑염은 술자가 끄지 않는 이상 그 사물이 소멸될 때까지 절대로 꺼지지 않는다. 불꽃까지 태울 수 있다. 사스케의 경우 카쿠츠치로 아마테라스를 끌 수 있다.
염둔 카쿠츠치
술자: 우치하 사스케
아마테라스를 자유자재로 조종한다.
코토아마츠카미
술자: 우치하 시스이
모든 환술 중 가장 강하고 절대로 빠져나올 수 없는 최강 환술이다. 걸렸다는 사실을 대상자가 자각조차 못 하는 최강의 환술을 구사한다.

### 윤회안
천도

### 신라천정
술자: 페인 천도
사물을 밀쳐낸다.
만상천인
술자: 페인 천도, 우치하 사스케
사물을 끌어당긴다.

아귀도

봉인흡입
술자: 페인 아귀도, 우치하 마다라, 우치하 사스케
술법을 흡수한다.

외도
윤회천생술
술자: 우즈마키 나가토, 우치하 오비토
자신의 차크라를 사용해서 죽은 사람을 살린다.

### 윤회사륜안
윤회안의 상위호환의 동술이다.
무한츠쿠요미
술자: 우치하 마다라, 오오츠츠키 카구야
모든 이를 환술 속으로 인도하는 무한츠쿠요미는 달의 눈을 달에 투영하여 거는 초광역범위 환술이다.

### 백안
술자: 휴우가 일족, 오오츠츠키 일족
차크라와 경략계를 볼수 있으며 사륜안, 윤회안과함께 3대동술이며 사륜안, 윤회안보다는 생각보단 약하다. 추가로 시아가360°간된다고 한다
하지만 3대 동술중 가장 오래되었다(사륜안이 백안의 파생이며, 오오츠츠키의 눈이기에 윤회안과 비슷하거나 더 오래됐을수도 있다)
기술로는 팔괘 64장 팔괘 128장 수호팔괘 64장 팔괘 회천 등 이 있다
전생안
술자: 오오츠츠키 토네리, 오오츠츠키 하무라
백안의 상위 버전으로 오오츠츠키가 순도 높은 백안을 얻으면 개안 한다 푸른색의 차크라 모드를 가지게 되며 윤회안의 힘인 육도중 천도를 사용하기에 육도의 힘도 일부 다룰수 있다,차크라 모드 사용시 푸른색 구도옥 느낌의 무언가가 달리게된다 그것으로 전생폭을 사용한다(사실 전생폭중 일부는 이거 없어도됩니다) 그리고 거품까지 다룰수있다 참고로 윤회안과 쌍벽을 이룬다(윤회안보다 좀 약하지만)
정안
나루토에서 등장한건 아니지만 후속작인 보루토에서 등장한 눈 주인공인 보루토가 가지고있으며 악한기운을 감지할수가있다 그리고 통찰력과 경락계를 볼수가있다 시공간인술까지 반응하는 눈깔만화 후속작 주인공다운 능력을 가진 눈이다

### 기타 동술
혈룡안
술자: 치노이케 일족
피를 다루는 동술
주술회전으로 따지면 적혈조술 느낌이며 이름처럼피를 컨트롤 하여 용처럼 만들기도함
기폭인간
술자: 치노이케 치노
치노이케 치노가 사용한 술법으로 폭발하는 기폭인간을 제작함(아마 시체로)
란마루가 사용한 눈
술자: 란마루
백안의 카운터 능력사용시 백안으로부터 격락계를 감출수 있으며 백안으로 보기에 사람이 없는곳에 사람이 있는것처럼 할수도있고 
존재하는지는 모르며 그냥 유튜브 창작물이일수도
요메의 눈
동공이 커지더니 먼곳을 볼수있으며 심지어 초점이 맞으면 물방울의 비친 적의 모습을 보기도 하지만 투시는 불가능 사실상 그냥 동공이커지며 시력이 좋아지는 눈

## 체술
차크라의 소모가 없는 술법이다. 강권의 연화1과 연화2, 유권은 예외다. 체술은 육탄전이라 인술만큼의 수련을 요구하며 금지된 체술도 존재한다.

### 강권
그림자 무엽
술자: 록 리, 우치하 사스케
공중에 높이 뜬 적을 순식간에 쫓아간다. 연화1과 연계한다.
사자연탄
술자: 우치하 사스케
얼굴을 강한 주먹으로 1회 공격, 명치 근처를 주먹으로 1회 공격, 그림자 무엽으로 몸통을 3회 공격하여 상대를 공중으로 띄운다. 그 후 얼굴에 강한 주먹으로 2회 공격, 명치 근처에 주먹으로 2회 공격한 후 내려차기로 지면에 꽂는다. 마지막으로 명치에 아주 강한 주먹 공격으로 이루어졌다.
연화 1
술자: 록 리
금지된 체술이다. 가이의 설명에 따르면, 연화는 근육세포에 큰 부담을 주는 스테미너 기술이다. 차크라로 근육을 제어하는 제어 리미터를 무리하게 해제해 고속 체술을 일련의 기술로써 되풀이할 수 있게 하는 근력을 가지게 한다. 근육의 힘을 한계치까지 끌어 올려 폭발적인 스피드로 공격한다. 단점은 인술이나 환술이 아닌 고속 스피드로 공격하는 체술이라 보통의 인체로 받는 충격은 상상을 초월한다. 사용 후엔 충격으로 몸을 가누지 못하며 속도가 현저히 떨어진다. 봉인의 서에 금지된 체술로 등록되어 있다.
연화 2
술자: 록 리
연화 2는 위험부담이 매우 크다. 체내의 차크라 흐름을 관리하는 팔문 중 계문과 규문, 생문을 연다. 술자에게도 많은 통증을 주며 연화 2를 쓰고 나면 손발도 마음대로 못 쓸 정도로 큰 피해를 입는다. 봉인의 서에 금지된 체술로 등록 되어있다.
우즈마키 나루토 연탄
술자: 우즈마키 나루토
사자련탄을 카피한 술법으로 그림자 분신과 연동 공격한다. 먼저 나루토 본체가 '우!'를 외치며 적의 얼굴에 강정권을 날린다. 적이 지면에 떨어지기 전에 다른 분신들이 '즈!', '마!', '키!'를 외치며 적을 높이 차 올린다. 나루토가 강정권을 먹인 후에 다른 분신이 나루토의 등을 도약대 삼아 높이 점프해 '나루토 연탄!'을 외치며 공중에 뜬 적을 내려차기로 지면에 꽂아버린다. 인술과 체술이 믹스된 술법이지만 체술으로 분류된다.
우즈마키 나루토 5천 연탄
술자: 우즈마키 나루토
공중으로 띄우는 것까진 나루토 연탄과 같지만 다중 그림자 분신술로 2천명이 된 나루토가 적을 정권으로 강타한다. 덩치가 큰 적이 아니면 큰 효과는 없다.
나뭇잎마을 비기 천년 죽이기
술자: 하타케 카카시
고통이 천년동안 지속되고 내장이 파괴된다고 하지만 단순한 똥침이다.
팔문둔갑
술자: 마이트 가이, 마이트 다이, 록 리
금술 중 하나이다. 팔문둔갑 팔문중 마지막 문인 사문을 연자는 반드시 죽는다.

### 유권
팔괘 64장
술자: 휴우가 일족
백안으로 상대의 차크라 혈을 보면서 공격한다. 양손의 검지와 중지에서 눈에 보이지 않는 차크라침을 생성해 차크라 혈맥을 찔러 공격하여, 차크라의 흐름을 원활하게 하거나 방해할 수 있다. 주로 차크라의 흐름을 방해할 때 사용한다. 팔괘의 범위 안에 있는 적은 피할 수 없다. 사용 시 2장, 4장, 8장, 16장, 32장, 64장을 외치며, 장 숫자 만큼 찌른다. 장별로 공격이 나뉘므로 126회의 타격을 받는다. 공격으로 막힌 혈맥은 몇 시간 후에 풀린다.
팔괘 128장
술자: 휴우가 일족
팔괘 64장보다 더욱 강력하다. 공격순서는 팔괘 64장에서 마지막에 254장을 외치며 찌른다. 총 254회의 타격을 받는다.
팔괘 이연장
술자: 휴우가 일족
팔괘 128장을 쓰고 연속기로 쓴다. 순식간에 상대방 뒤로 가 급소 4군데를 빠르게 때린 뒤 차크라로 튕겨낸다. 사용 후 자신도 상당한 충격을 입는다. 상대방은 튕겨난 뒤 몇시간 동안 미동도 하지 못한다.
팔괘장 회천
술자: 휴우가 일족
빠르게 회전해 거대한 차크라 구체가 생성되어 모든 공격을 튕겨낸다.
유보 쌍사64권
술자: 휴우가 일족
양손에 방대한 양의 차크라를 집중시켜 사자 모양으로 만들어 공격한다. 유권과 강권의 합성 형태이다.

## 선술
선술을 익혀 선인모드를 발동했을 때 가능한 술법이다.
선법 초대옥 나선환
술자: 지라이야, 우즈마키 나루토
거대한 대옥나선환으로 공격한다.
선법 풍둔 나선 수리검
술자: 우즈마키 나루토
풍둔 나선 수리검과 동일하지만 더욱 강력하고 술자에게 가는 위험부담을 줄인다.
선법 나선 초다련환
술자: 우즈마키 나루토
여러 명의 분신을 내보내 다량의 나선환으로 공격한다.
선법 초대옥 나선다련환
술자: 우즈마키 나루토
선법 나선 초다련환과 같은 기술이지만 나선환의 크기가 좀 더 크다.
선법 고에몬
술자: 지라이야+후카사쿠+시마
지라이야는 기름, 시마는 화둔, 후카사쿠는 풍둔을 써서 거대한 화염의 바다를 만들어 적을 공격한다.
선법 풍둔 모래먼지
술자: 시마
엄청난 모래돌풍을 일으켜 시야를 가린다.
선법 개구리울음
술자: 후카사쿠+시마
엄청난 볼륨의 개구리 울음소리로 상대방에게 환술을 건다.
선술 스사노오
술자: 우치하 사스케
주인과 스사노오를 결합한 모드이다. 이 모드로 인해 스사노오로 선술공격을 할 수 있다.
선법 목둔 진수천수
술자: 센쥬 하시라마
천 개의 팔을 가진 불상을 소환한다.
선법 초 미수 나선 수리검
술자: 우즈마키 나루토
1~9미의 차크라를 빌린 나선 수리검을 각각 만들어 던진다.
선법 초 대옥 미수 나선 수리검
술자: 우즈마키 나루토
기존의 나선 수리검에 9미의 차크라를 넣고, 그 크기를 매우 크게 늘린 기술이다. 기존의 나선 수리검보다 위력과 절삭력이 훨씬 뛰어나다.
선법 용둔 나선수리검
술자: 우즈마키 나루토
나선 수리검에 4미의 차크라를 집어넣어 용둔의 성질을 추가했다.
선법 람둔광야
술자: 우치하 마다라
입에서 레이저를 뿜어 절단한다.
선법 자둔나선환
술자: 우즈마키 나루토
1미 수학의 차크라를 넣은 나선수리검이며 봉인술이다.